# Mistrovství světa ve fotbale žen do 20 let 2008
Mistrovství světa ve fotbale žen do 20 let 2008 bylo čtvrtým ročníkem tohoto turnaje. Vítězem se stala ženská fotbalová reprezentace Spojených států do 20 let.

## Kvalifikace
Na turnaj se kvalifikovaly nejlepší týmy z jednotlivých kontinentálních mistrovství.
| - Afrika (CAF) - Nigérie - DR Kongo - Asie (AFC) - Severní Korea - Japonsko - Čína - Severní, Střední Amerika a Karibik (CONCACAF) - Kanada - USA - Mexiko - Jižní Amerika (CONMEBOL) - Argentina - Brazílie |  | - Evropa (UEFA) - Anglie - Francie - Německo - Norsko - Oceánie (OFC) - Nový Zéland - Hostitel - Chile |

## Základní skupiny

### Skupina A
| Tým         | Z | V | R | P | VG | IG | +/- | B |
| ----------- | - | - | - | - | -- | -- | --- | - |
| Nigérie     | 3 | 2 | 1 | 0 | 6  | 3  | +3  | 7 |
| Anglie      | 3 | 1 | 2 | 0 | 4  | 2  | +2  | 5 |
| Nový Zéland | 3 | 1 | 1 | 1 | 7  | 7  | 0   | 4 |
| Chile       | 3 | 0 | 0 | 3 | 3  | 8  | -5  | 0 |

| 19. listopadu 2008 15:00 |          |         |                                                                     |
| Nový Zéland              | 2:3      | Nigérie | Francisco Sánchez Rumoroso Stadium, Coquimbo rozhodčí: Tanja Schett |
|                          | (Report) |         | Francisco Sánchez Rumoroso Stadium, Coquimbo rozhodčí: Tanja Schett |

| 19. listopadu 2008 21:00 |          |        |                                                                                        |
| Chile                    | 0:2      | Anglie | Francisco Sánchez Rumoroso Stadium, Coquimbo diváci: 15 045 rozhodčí: Jennifer Bennett |
|                          | (Report) |        | Francisco Sánchez Rumoroso Stadium, Coquimbo diváci: 15 045 rozhodčí: Jennifer Bennett |

| 22. listopadu 2008 18:00 |          |        |                                                                           |
| Nigérie                  | 1:1      | Anglie | Francisco Sánchez Rumoroso Stadium, Coquimbo rozhodčí: Carol Anne Chenard |
|                          | (Report) |        | Francisco Sánchez Rumoroso Stadium, Coquimbo rozhodčí: Carol Anne Chenard |

| 22. listopadu 2008 21:00 |          |             |                                                                                    |
| Chile                    | 3:4      | Nový Zéland | Francisco Sánchez Rumoroso Stadium, Coquimbo diváci: 16 324 rozhodčí: Érika Vargas |
|                          | (Report) |             | Francisco Sánchez Rumoroso Stadium, Coquimbo diváci: 16 324 rozhodčí: Érika Vargas |

| 26. listopadu 2008 19:00 |          |       |                                                                          |
| Nigérie                  | 2:0      | Chile | Germán Becker Stadium, Temuco diváci: 18 125 rozhodčí: Bibiana Steinhaus |
|                          | (Report) |       | Germán Becker Stadium, Temuco diváci: 18 125 rozhodčí: Bibiana Steinhaus |

| 26. listopadu 2008 19:00 |          |             |                                                                                        |
| Anglie                   | 1:1      | Nový Zéland | La Florida Stadium, La Florida, Santiago de Chile diváci: 8 661 rozhodčí: Sachiko Baba |
|                          | (Report) |             | La Florida Stadium, La Florida, Santiago de Chile diváci: 8 661 rozhodčí: Sachiko Baba |

### Skupina B
| Tým       | Z | V | R | P | VG | IG | +/- | B |
| --------- | - | - | - | - | -- | -- | --- | - |
| USA       | 3 | 2 | 0 | 1 | 6  | 2  | +4  | 6 |
| Francie   | 3 | 2 | 0 | 1 | 5  | 4  | +1  | 6 |
| Čína      | 3 | 1 | 1 | 1 | 2  | 2  | 0   | 4 |
| Argentina | 3 | 0 | 1 | 2 | 1  | 6  | -5  | 1 |

| 19. listopadu 2008 12:00 |          |           |                                                                              |
| Čína                     | 0:0      | Argentina | Nelson Oyarzún Arenas Stadium, Chillán diváci: 3 500 rozhodčí: Gyoengyi Gaal |
|                          | (Report) |           | Nelson Oyarzún Arenas Stadium, Chillán diváci: 3 500 rozhodčí: Gyoengyi Gaal |

| 19. listopadu 2008 15:00 |          |     |                                                                                |
| Francie                  | 0:3      | USA | Nelson Oyarzún Arenas Stadium, Chillán diváci: 4 300 rozhodčí: Jacqui Melksham |
|                          | (Report) |     | Nelson Oyarzún Arenas Stadium, Chillán diváci: 4 300 rozhodčí: Jacqui Melksham |

| 22. listopadu 2008 12:00 |          |           |                                                                   |
| USA                      | 3:0      | Argentina | Nelson Oyarzún Arenas Stadium, Chillán rozhodčí: Cristina Ionescu |
|                          | (Report) |           | Nelson Oyarzún Arenas Stadium, Chillán rozhodčí: Cristina Ionescu |

| 22. listopadu 2008 15:00 |          |         |                                                                              |
| Čína                     | 0:2      | Francie | Nelson Oyarzún Arenas Stadium, Chillán diváci: 7 590 rozhodčí: Therese Sagno |
|                          | (Report) |         | Nelson Oyarzún Arenas Stadium, Chillán diváci: 7 590 rozhodčí: Therese Sagno |

| 26. listopadu 2008 16:00 |          |      |                                                      |
| USA                      | 0:2      | Čína | Germán Becker Stadium, Temuco rozhodčí: Tanja Schett |
|                          | (Report) |      | Germán Becker Stadium, Temuco rozhodčí: Tanja Schett |

| 26. listopadu 2008 16:00 |          |         |                                                                                |
| Argentina                | 1:3      | Francie | La Florida Stadium, La Florida, Santiago de Chile rozhodčí: Carol Anne Chenard |
|                          | (Report) |         | La Florida Stadium, La Florida, Santiago de Chile rozhodčí: Carol Anne Chenard |

### Skupina C
| Tým      | Z | V | R | P | VG | IG | +/- | B |
| -------- | - | - | - | - | -- | -- | --- | - |
| Japonsko | 3 | 3 | 0 | 0 | 7  | 2  | +5  | 9 |
| Německo  | 3 | 2 | 0 | 1 | 8  | 3  | +5  | 6 |
| Kanada   | 3 | 1 | 0 | 2 | 5  | 4  | +1  | 3 |
| DR Kongo | 3 | 0 | 0 | 3 | 1  | 12 | -11 | 0 |

| 20. listopadu 2008 16:00 |          |          |                                                                                 |
| Kanada                   | 0:2      | Japonsko | La Florida Stadium, La Florida, Santiago de Chile rozhodčí: Alexandra Ihringova |
|                          | (Report) |          | La Florida Stadium, La Florida, Santiago de Chile rozhodčí: Alexandra Ihringova |

| 20. listopadu 2008 19:00 |          |         |                                                                                             |
| DR Kongo                 | 0:5      | Německo | La Florida Stadium, La Florida, Santiago de Chile diváci: 3 478 rozhodčí: Gabriela Bandeira |
|                          | (Report) |         | La Florida Stadium, La Florida, Santiago de Chile diváci: 3 478 rozhodčí: Gabriela Bandeira |

| 23. listopadu 2008 18:00 |          |          |                                                                           |
| Německo                  | 1:2      | Japonsko | La Florida Stadium, La Florida, Santiago de Chile rozhodčí: Bentla D Coth |
|                          | (Report) |          | La Florida Stadium, La Florida, Santiago de Chile rozhodčí: Bentla D Coth |

| 23. listopadu 2008 21:00 |          |          |                                                                                         |
| Kanada                   | 4:0      | DR Kongo | La Florida Stadium, La Florida, Santiago de Chile diváci: 7 482 rozhodčí: Gyoengyi Gaal |
|                          | (Report) |          | La Florida Stadium, La Florida, Santiago de Chile diváci: 7 482 rozhodčí: Gyoengyi Gaal |

| 27. listopadu 2008 19:00 |          |        |                                                                                       |
| Německo                  | 2:1      | Kanada | Francisco Sánchez Rumoroso Stadium, Coquimbo diváci: 14 048 rozhodčí: Jacqui Melksham |
|                          | (Report) |        | Francisco Sánchez Rumoroso Stadium, Coquimbo diváci: 14 048 rozhodčí: Jacqui Melksham |

| 27. listopadu 2008 19:00 |          |          |                                                                                 |
| Japonsko                 | 3:1      | DR Kongo | Nelson Oyarzún Arenas Stadium, Chillán diváci: 6 200 rozhodčí: Cristina Ionescu |
|                          | (Report) |          | Nelson Oyarzún Arenas Stadium, Chillán diváci: 6 200 rozhodčí: Cristina Ionescu |

### Skupina D
| Tým           | Z | V | R | P | VG | IG | +/- | B |
| ------------- | - | - | - | - | -- | -- | --- | - |
| Brazílie      | 3 | 3 | 0 | 0 | 11 | 2  | +9  | 9 |
| Severní Korea | 3 | 2 | 0 | 1 | 10 | 6  | +4  | 6 |
| Norsko        | 3 | 1 | 0 | 2 | 4  | 7  | -3  | 3 |
| Mexiko        | 3 | 0 | 0 | 3 | 2  | 12 | -10 | 0 |

| 20. listopadu 2008 16:00 |          |        |                                                      |
| Mexiko                   | 1:2      | Norsko | Germán Becker Stadium, Temuco rozhodčí: Sachiko Baba |
|                          | (Report) |        | Germán Becker Stadium, Temuco rozhodčí: Sachiko Baba |

| 20. listopadu 2008 19:00 |          |               |                                                                          |
| Brazílie                 | 3:2      | Severní Korea | Germán Becker Stadium, Temuco diváci: 12 500 rozhodčí: Bibiana Steinhaus |
|                          | (Report) |               | Germán Becker Stadium, Temuco diváci: 12 500 rozhodčí: Bibiana Steinhaus |

| 23. listopadu 2008 12:00 |          |        |                                                          |
| Severní Korea            | 3:2      | Norsko | Germán Becker Stadium, Temuco rozhodčí: Jennifer Bennett |
|                          | (Report) |        | Germán Becker Stadium, Temuco rozhodčí: Jennifer Bennett |

| 23. listopadu 2008 15:00 |          |          |                                                                            |
| Mexiko                   | 0:5      | Brazílie | Germán Becker Stadium, Temuco diváci: 13 080 rozhodčí: Alexandra Ihringova |
|                          | (Report) |          | Germán Becker Stadium, Temuco diváci: 13 080 rozhodčí: Alexandra Ihringova |

| 27. listopadu 2008 16:00 |          |        |                                                                    |
| Severní Korea            | 5:1      | Mexiko | Nelson Oyarzún Arenas Stadium, Chillán rozhodčí: Carolina González |
|                          | (Report) |        | Nelson Oyarzún Arenas Stadium, Chillán rozhodčí: Carolina González |

| 27. listopadu 2008 16:00 |          |          |                                                                     |
| Norsko                   | 0:3      | Brazílie | Francisco Sánchez Rumoroso Stadium, Coquimbo rozhodčí: Érika Vargas |
|                          | (Report) |          | Francisco Sánchez Rumoroso Stadium, Coquimbo rozhodčí: Érika Vargas |

## Play off

### Čtvrtfinále
| 30. listopadu 2008 16:00 |          |         |                                                                                        |
| Nigérie                  | 2:3      | Francie | Francisco Sánchez Rumoroso Stadium, Coquimbo diváci: 12 363 rozhodčí: Jennifer Bennett |
|                          | (Report) |         | Francisco Sánchez Rumoroso Stadium, Coquimbo diváci: 12 363 rozhodčí: Jennifer Bennett |

| 30. listopadu 2008 19:00 |          |        |                                                                                 |
| USA                      | 3:0      | Anglie | Nelson Oyarzún Arenas Stadium, Chillán diváci: 11 080 rozhodčí: Jacqui Melksham |
|                          | (Report) |        | Nelson Oyarzún Arenas Stadium, Chillán diváci: 11 080 rozhodčí: Jacqui Melksham |

| 01. prosince 2008 16:00 |          |               |                                                                                        |
| Japonsko                | 1:2      | Severní Korea | La Florida Stadium, La Florida, Santiago de Chile diváci: 8 614 rozhodčí: Tanja Schett |
|                         | (Report) |               | La Florida Stadium, La Florida, Santiago de Chile diváci: 8 614 rozhodčí: Tanja Schett |

| 01. prosince 2008 19:00 |          |         |                                                                           |
| Brazílie                | 2:3      | Německo | Germán Becker Stadium, Temuco diváci: 12 854 rozhodčí: Carol Anne Chenard |
|                         | (Report) |         | Germán Becker Stadium, Temuco diváci: 12 854 rozhodčí: Carol Anne Chenard |

### Semifinále
| 04. prosince 2008 16:00 |          |               |                                                                           |
| Francie                 | 1:2      | Severní Korea | Germán Becker Stadium, Temuco diváci: 13 184 rozhodčí: Carol Anne Chenard |
|                         | (Report) |               | Germán Becker Stadium, Temuco diváci: 13 184 rozhodčí: Carol Anne Chenard |

| 04. prosince 2008 19:00 |          |         |                                                                                    |
| USA                     | 1:0      | Německo | Francisco Sánchez Rumoroso Stadium, Coquimbo diváci: 15 548 rozhodčí: Sachiko Baba |
|                         | (Report) |         | Francisco Sánchez Rumoroso Stadium, Coquimbo diváci: 15 548 rozhodčí: Sachiko Baba |

### O 3. místo
| 07. prosince 2008 15:30 |          |         |                                                                              |
| Francie                 | 3:5      | Německo | La Florida Stadium, La Florida, Santiago de Chile rozhodčí: Jennifer Bennett |
|                         | (Report) |         | La Florida Stadium, La Florida, Santiago de Chile rozhodčí: Jennifer Bennett |

### Finále
| 07. prosince 2008 18:30 |          |     |                                                                                                |
| Severní Korea           | 1:2      | USA | La Florida Stadium, La Florida, Santiago de Chile diváci: 12 000 rozhodčí: Alexandra Ihringova |
|                         | (Report) |     | La Florida Stadium, La Florida, Santiago de Chile diváci: 12 000 rozhodčí: Alexandra Ihringova |